# Abanyom
Pour l’article homonyme, voir Bakor (homonymie).
L’abanyom, aussi connu sous le nom d'abanyum ou de bakor, est une langue de la sous-famille des langues ekoïdes parlée par les Abanyom, dans l'État de Cross River, dans le Sud du Nigéria. Elle fait partie de la famille des langues bantoïdes méridionales ce qui fait qu'elle partage des traits communs avec les langues bantoues. C'est une langue tonale et elle possède un système d'environ 18 classes nominales typique des langues nigéro-congolaises.